# Johannes Kabatek
Johannes Kabatek (n. 31 martie 1965, Stuttgart, Germania) este un profesor de lingvistică romanică la Catedra de limbi romanice a Universității din Zürich, Elveția, pe care o conduce. Este membru corespondent al Academiei Galiciene din 2002 și al Academiei Regale Spaniole.  În prezent este unul dintre cei mai mari promotori ai lingvisticii coșeriene, director al Arhivelor Eugeniu Coșeriu. Este, de asemenea, redactorul-șef al revistei Energeia și al revistei Revista Internacional de Lingüística Iberoamericana (RILI). In 2016 a obținut primul doctorat honoris causa la Universitatea „Ștefan cel Mare”, Suceava.

## Biografie
A studiat Filologie Romanică, Științe Politice și Muzicologie la Universitatea „Eberhard Karl” din Tübingen, unde a fost discipol al lui Eugen Coșeriu și al lui Brigitte Schlieben-Lange. Profesor invitat la Universitățile din La Coruña, Granada, Santiago de Compostela, Sevilla, Vigo (Spania), Universitatea Sao Paulo (Brazilia), Universitatea Catolică din Valparaíso (Chile), Universitatea George-Washington din Saint Louis (SUA) etc.
Teza sa de doctorat (Die Sprecher als Linguisten. Interferenz- und Sprachwandelphänomene dargestellt am Galicischen der Gegenwart) a fost susținută în 1995 la Universitatea din Tübingen. Până în prezent este autorul a peste 160 de conferinṭe, precum și a peste 250 de publicații  în diferite limbi.

## Funcții ocupate
- Membru în comisia de selecṭie a Fundaṭiei Deutschen Volkes[7], 1996-1998;
- 1993–1997: membru al Societății de Hispanistică Germană ;
- 1994-1999: membru al Societății de Limbă Galiciană din Germania;
- Membru în comisia de selecṭie a Fundaṭiei A. von Humboldt [8], 2002-2011;
- octombrie 2000-martie 2002: coordonator al Centrelor de Studii Galiciene, Universitatea din Tübingen;
- din 2002 membru corespondent al Academiei Galiciene;
- ianuarie 2003-martie 2003: coordonator al Centrelor de Studii Galiciene, Universitatea din Freiburg im Breisgau;
- din 2004: director al Arhivelor Eugeniu Coșeriu[3], Universitatea din Tübingen ;
- 2005-2013: coordonator al Centrelor de Studii Galiciene, Universitatea din Tübingen;
- 2007-2011: vicepreședinte al comitetului de selecție al Fundatiei Alexander von Humboldt[9];
- 2006-2010: președinte al Societății de Limbă Catalană din Germania[10];
- decembrie 2006-decembrie 2009:  președinte al Federației Internaționale de Limbă Catalană F.I.A.C;
- ianuarie 2011-august 2013, membru al Centrului de Lingvistică de la Universitatea din Tübingen (TüZLi);
- ianuarie 2011-august 2013, membru al Tübingen Center for the Study of Language;
- 2007-2011: vicepreședinte al Societății de Hispanistică Germană;
- din octombrie 2009: membru al  consiliului Societății de Istoria Limbii Spaniole, AHLE;
- iunie 2010-decembrie 2011: președinte al Societății de Romanistică  (RDV)"
- martie 2011-martie 2015: președinte al Societății de Hispanistică Germană[11] (DHV);
- din 2011: membru al comitetului pentru profesorat, Fundatia Alexander von Humboldt;
- din 2013: șeful Catedrei de studii romanice, Universitatea din Zürich.
- din iunie 2016: membru al Academiei Regale Spaniole: http://www.rae.es/noticias/la-rae-elige-cuarenta-y-dos-academicos-correspondientes-extranjeros

## Monografii publicate[6]
- Eugenio Coseriu. Beyond Structuralism, Berlin/Boston: De Gruyter 2023 https://doi.org/10.1515/9783110716573
- Lingüística coseriana, lingüística histórica, tradiciones discursivas, ed. Cristina Bleortu & David Paul Gerards, Velvuert, 2018.
- Tradiṭii discursive. Studii, București: Editura Academiei Române, 2015.
- Spanische Sprachwissenschaft, Tübingen: Narr (Bachelor-Wissen), 2009 (în colaborare cu C. Pusch).
- Die Bolognesische Renaissance und der Ausbau romanischer Sprachen – Juristische Texttraditionen und Sprachentwicklung in Südfrankreich und Spanien im 12. und 13. Jahrhundert, Tübingen, 2000.
- Os falantes como lingüistas. Tradición, innovación e interferencias no galego actual, Vigo: Xerais, 2000.
- „Die Sachen sagen, wie sie sind...“. Eugenio Coseriu im Gespräch, Tübingen: Narr, 1997 (în colaborare cu A. Murguía).
- Die Sprecher als Linguisten. Interferenz- und Sprachwandelphänomene dargestellt am Galicischen der Gegenwart, Tübingen: Niemeyer, 1996.

## Volume colective
- cu Dorel Fînaru & Cristina Bleorțu coord. n 21 al revistei Anadiss (2016): Linguistique du texte. Analyse du discours.
- cu Albert Wall: New Perspectives on Bare Noun Phrases in Romance and Beyond, Amsterdam: John Benjamins, 2013.
- cu Lucía Loureiro Porto: Special issue: Language Competition and Linguistic Diffusion: Interdisciplinary Models and Case Studies, International Journal of the Sociology of Language 221, 2013.
- cu Christophe Gérard: Număr special Cahiers de Lexicologie : La néologie sémantique 100, 2012-1.
- cu Aitor Rivas: Rosalía: Voces galegas e alemás, Tübingen: Centro de Estudos Galegos, 2011.
- cu Claus Pusch: Variació, poliglòssia i estàndard: Processos de convergència i divergència lingüístiques en català, occità i basc, Aachen: Shaker, 2009.
- Sintaxis histórica del español y cambio lingüístico: Nuevas perspectivas desde las Tradiciones Discursivas, Frankfurt am Main/Madrid: Vervuert-Iberoamericana 2008.
- cu Jordi Jané Lligé: Fronteres entre l’universal i el particular en la literatura catalana, Aachen: Shaker, 2007.
- cu Mónica Castillo Lluch: Las lenguas de España. Política lingüística, sociología del lenguaje e ideología desde la Transición hasta la actualidad, Frankfurt am Main/Madrid: Vervuert/Iberoamericana, 2006.
- cu Claus Pusch și Wolfgang Raible: Romanistische Korpuslinguistik II: Korpora und diachrone Sprachwissenschaft. Romance Corpus Linguistics II: Corpora and Diachronic Linguistics, Tübingen: Narr (ScriptOralia 130), 2005.
- Themenschwerpunkt: Aspectos prosódicos de las lenguas iberorrománicas, in: Revista Internacional de Lingüística Iberoamericana, 2/6, 2005.
- cu Rika van Deyck și Rosanna Sornicola: La variabilité en langue, 2 Vols., Vol. I. Langue parlée et langue écrite dans le présent et dans le passé, II. Les quatre variations, Gand, 2005.
- cu Daniel Jacob: Lengua medieval y tradiciones discursivas en la Península Ibérica: descripción gramatical - pragmática histórica - metodología, Frankfurt/Main-Madrid: Vervuert/Iberoamericana, 2001.
- cu Axel Schönberger: Akten des 2. gemeinsamen Kolloquiums der deutschsprachigen Lusitanistik und Katalanistik (Berlin, 10.–12. September 1992), Band I: Sprache. Literatur und Kultur Galiciens, Frankfurt: Teo Ferrer de Mesquita, 1993.

## Articole
“Tradiṭie și inovaṭie: abordări lingvistice de la Saussure până în secolul al XXI-lea“, trad. Cristina Bleorțu, in: Ardeleanu, Sanda-Maria / Coroi, Ioana-Crina / Fînaru, Dorel (ed.): Dinamica limbilor și literaturilor în epoca globalizării, Vol. II, Iași: Demiurg 2015, 69-85.
“Tradición e innovación: La lingüística moderna desde Saussure hasta el siglo XXI”, Anadiss 20 (2015), 15-32
“Zur Gegenwart und Zukunft der Linguistik Eugenio Coserius”, in: Vicenzo Orioles (Hrsg.): Oltre Saussure/Beyond Saussure, Udine: Franco Cesati (im Druck), Ms. 3
“Wohin strebt die differentielle Objektmarkierung im Spanischen?”,Romanistisches Jahrbuch (im Druck), Ms. 28 S.
“Wie kann man Diskurstraditionen kategorisieren?”, in: López Serena, Araceli / Octavio de Toledo, Álvaro / Winter-Froemel, Esme: Diskurstraditionelles und Einzelsprachliches im Sprachwandel/ Tradicionalidad discursiva e idiomaticidad en los procesos de cambio lingüístico, Tübingen: Narr (ScriptOralia) 51-56.
“Diez aspectos del presente y futuro de la hispanística”, Homenaje a Dieter Ingenschay, im Druck.
“Sobre usos y abusos de la terminología lingüística”, Revue de Linguistique Romane, 315-316 (Tome 79), 2015, 331-359
- Johannes Kabatek: „El hispanismo y los países germanófonos: de sus inicios en el Romanticismo al siglo XXI”, El español en el mundo. Anuario del Instituto Cervantes 2014, Madrid: Instituto Cervantes 2014, 183-201: http://www.rose.uzh.ch/seminar/personen/kabatek/Test/C96.pdf
- Johannes Kabatek: „Katalanischer Figaro mit deutscher Stimme. Überlegungen zum Theaterdolmetschen”, în: Da Silva, Vasco / Rössler, Andrea (ed.): Sprachen im Dialog, Festschrift für Gabriele Berkenbusch, Berlin: edition tranvía, 248-259: http://www.rose.uzh.ch/seminar/personen/kabatek/Test/C95.pdf
- Johannes Kabatek:  „Lingüística empática”, Rilce 30-3 (2014), 705-723: http://www.rose.uzh.ch/seminar/personen/kabatek/Test/C93.pdf
- Johannes Kabatek: „On invisible hands, visible speakers, and ‘language dynamics”, Energeia 5 (2013-14), I-IX: http://www.rose.uzh.ch/seminar/personen/kabatek/Test/C92.pdf
- Johannes Kabatek: „Wordplay and discourse tradition”, în: Winter-Froemel, Esme / Zirker, Angelika (ed.): Wordplay and metalinguistic reflection, Berlin (sub tipar), 11p
- Johannes Kabatek:  „Eugenio Coseriu, las tesis de Estrasburgo y el postulado de una lingüísticalingüística'”', în: Casas Gómez, Miguel  / Vela Sánchez (ed.): Eugenio Coseriu, in memoriam. XIV Jornadas de Lingüística   Cádiz: Servicio de Publicaciones de la Universidad de Cádiz, 35-56: http://www.rose.uzh.ch/seminar/personen/kabatek/Test/C90.pdf
- Johannes Kabatek: „Diglossia”, în: Ledgeway, Adam / Maiden, Martin (Hrsg.): The Oxford Guide to the Romance Languages, Oxford: Oxford University Press (sub tipar, 2015), 28p
- Johannes Kabatek & Albert Wall: „Laying Bare Nominal Determination”, în: Kabatek, Johannes / Wall, Albert (ed.): New Perspectives on Bare Noun Phrases in Romance and Beyond, Amsterdam: John Benjamins 2013, 1-33: http://www.rose.uzh.ch/seminar/personen/kabatek/Test/C88.pdf
- Johannes Kabatek: „¿Es posible una lingüística histórica basada en un corpus representativo?”,Iberoromania 77 (2013), 8-28. DOI 10.1515: http://www.rose.uzh.ch/seminar/personen/kabatek/Test/C87.pdf
- Johannes Kabatek:  „Warum die ‘zweite Historizität’ eben doch die zweite ist – von der Bedeutung von Diskurstraditionen für die Sprachbetrachtung”, în: Lebsanft, Franz / Schrott, Angela (ed.): Diskurse, Texte, Traditionen. Methoden, Modelle und Fachkulturen in der Diskussion, Bonn: Bonn University Press / Vandenhoeck&Ruprecht 2015, 11-25 (sub tipar)
- Johannes Kabatek: Intuición y empirismo”, în: Martínez del Castillo, Jesús (ed.): Eugenio Coseriu (1921-2002) en los comienzos del siglo XXI, Analecta Malacitana, Anejo LXXXVI (2012), 99-115: http://www.rose.uzh.ch/seminar/personen/kabatek/Test/C85.pdf
- Johannes Kabatek:  „Modelos matemáticos e substitución lingüística”, Estudos de Lingüística Galega 4, 2012, 27-43. handle/10347/6131: http://www.rose.uzh.ch/seminar/personen/kabatek/Test/C84.pdf
- Johannes Kabatek & Christophe Gérard: „La néologie sémantique en questions”, Cahiers de Lexicologie 100, 2012-1, 11-36: http://www.rose.uzh.ch/seminar/personen/kabatek/Test/C83.pdf
- Johannes Kabatek & Lucía Loureiro Porto: „Mathematical models meet linguistic data and vice-versa”, International Journal of the Sociology of Language 221 (2013), 1-10. DOI 10.1515/ijsl-2013-0020: http://www.rose.uzh.ch/seminar/personen/kabatek/Test/C82.pdf
- Johannes Kabatek:  „Corpus histórico, oralidad y oralización”, în: Béguelin-Argimón, Victoria, Cordone, Gabriela, de La Torre, Mariela: En pos de la palabra viva: huellas de la oralidad en textos antiguos. Estudios en honor al profesor Rolf Eberenz, Bern: Lang, 2012, 37-50: http://www.rose.uzh.ch/seminar/personen/kabatek/Test/C81.pdf
- Johannes Kabatek:  „Spanisch und Galicisch in Galicien”, în: Herling, Sandra / Patzelt, Carolin (ed.); Weltsprache Spanisch. Variation, Soziolinguistik und geographische Verbreitung des Spanischen, Stuttgart: ibídem-Verlag, 2013, 165-179: http://www.rose.uzh.ch/seminar/personen/kabatek/Test/C80.pdf
- Johannes Kabatek: „Nuevos rumbos de la sintaxis histórica del español”, Actas del VIII Congreso de la AHLE, Santiago de Compostela: AHLE/Meubook, 2012, 77-100: http://www.rose.uzh.ch/seminar/personen/kabatek/Test/C79.pdf
- Johannes Kabatek: „Genres et traditions discursives”, în: Gérard, Christophe / Missire, Régis (ed.): Coseriu, réceptions contemporaines : philosophie, créativité, texte, Limoges, Lambert-Lucas: http://www.rose.uzh.ch/seminar/personen/kabatek/Test/C78b.pdf
- Johannes Kabatek  „Tradição discursiva e gênero”, în: Lobo, Tânia, Carneiro, Zenaide, Soledade, Juliana, Almeida, Ariadne, Ribeiro, Silvana (ed.): Rosae. Linguística histórica, história das línguas e outras histórias, Salvador: EDUFBA, 2012, 579-588
- Johannes Kabatek:  Diskurstraditionen und Genres, în: Sarah Dessì Schmid / Ulrich Detges / Paul Gévaudan / Wiltrud Mihatsch / Richard Waltereit (ed.): Rahmen des Sprechens. Beiträge zu Valenztheorie, Varietätenlinguistik, Kreolistik, Kognitiver und Historischer Semantik. Peter Koch zum 60. Geburtstag, Tübingen: Narr 2011, 89-100: http://www.rose.uzh.ch/seminar/personen/kabatek/Test/C78.pdf
- Johannes Kabatek & D. Pusch: „The Romance languages: Typology”, în: Jan van der Auwera / Bernd Kortmann (ed.): The Languages and Linguistics of Europe. A Comprehensive Guide, Berlin/New York: Mouton de Gruyter 2011, 69-96: http://www.rose.uzh.ch/seminar/personen/kabatek/Test/C77.pdf
- Johannes Kabatek & Claus D. Pusch: „Language Contact in Southwestern Europe”, în: Jan van der Auwera / Bernd Kortmann (ed.): The Languages and Linguistics of Europe. A Comprehensive Guide, Berlin/New York: Mouton de Gruyter 2011, 393-408.
- Johannes Kabatek & Claus D. Pusch: „Variació, estandardització, globalització: fenòmens de convergència i divergència lingüístiques. Introducció a la temàtica del volum”, în: JK/CP (ed.): Variació, poliglòssia i estàndard: Processos de convergència i divergència lingüístiques en català, occità i basc, Aachen: Shaker 2009, 1-19: http://www.rose.uzh.ch/seminar/personen/kabatek/Test/C75.pdf
- Johannes Kabatek:  „Algunos apuntes acerca de la cuestión de la ‘hibridez’ y de la ‘dignidad’ de las lenguas iberorrománicas", în: Yolanda Congosto Martín / Elena Méndez García de Paredes (ed.), Variación lingüística y contacto de lenguas en el mundo hispánico. In memoriam Manuel Alvar, Madrid: Iberoamericana 2011, 271-289: http://www.rose.uzh.ch/seminar/personen/kabatek/Test/C74.pdf
- Johannes Kabatek,  Philipp Obrist & Valentina Vincis: „Clause-linkage techniques as a symptom of discourse traditions: methodological issues and evidence from Romance languages”, în: Heidrun Dorgeloh / Anja Wanner (ed.): Syntactic Variation and Genre, Berlin/New York: Mouton De Gruyter 2010, 247-275: http://www.rose.uzh.ch/seminar/personen/kabatek/Test/C73.pdf
- Johannes Kabatek:  „Introducción”, în: Johannes Kabatek (ed.), Sintaxis histórica del español y cambio lingüístico: Nuevas perspectivas desde las Tradiciones Discursivas, Vervuert-Iberoamericana, Frankfurt am Main/Madrid 2008, S. 7-16: http://www.rose.uzh.ch/seminar/personen/kabatek/Test/C72.pdf
- Johannes Kabatek:  „Las tradiciones discursivas entre conservación e innovación”, Rivista di Filologia e Letterature Ispaniche X, 2007, 331-345: http://www.rose.uzh.ch/seminar/personen/kabatek/Test/C71.pdf
- Johannes Kabatek:  „Otra historia de las lenguas ibero-románicas: en torno a la actualidad de una vieja idea”, în: Jochen Hafner / Wulf Oesterreicher (ed.): Mit Clio im Gespräch. Romanische Sprachgeschichten und Sprachgeschichtsschreibung, Tübingen: Narr 2007, 173-194: http://www.rose.uzh.ch/seminar/personen/kabatek/Test/C70.pdf
- Johannes Kabatek:  „En primer lugar, agradecer –  wie sich ‘ungrammatische’ Infinitive in die spanische Grammatik schleichen”, în: Elisabeth Stark / Roland Schmitt-Riese / Eva Stoll (ed.): Romanische Syntax im Wandel, Tübingen: Narr 2008, 197-209: http://www.rose.uzh.ch/seminar/personen/kabatek/Test/C69.pdf
- Johannes Kabatek:  „Nous horitzons per la fonologia entonativa”, http://www.rose.uzh.ch/seminar/personen/kabatek/Test/C69.pdf: Josefina Carrera / Clàudia Pons (ed.): Aplicacions de la fonètica, Barcelona: PPU 2007, 213-222: http://www.rose.uzh.ch/seminar/personen/kabatek/Test/C68.pdf
- Johannes Kabatek: „El ‘singular aspectual’ en la historia del español: dos historias de un fenómeno”, în: Concepción Company Company / José G. Moreno de Alba (ed.): Actas del VII Congreso Internacional de Historia de La lengua española, Vol. I, Madrid: Arco 2008, 745-761: http://www.rose.uzh.ch/seminar/personen/kabatek/Test/C67.pdf
- Johannes Kabatek: „‘Muyto he boa grosa’: o Renacemento Boloñés, a elaboración das linguas románicas e a emerxencia do galego escrito”, în: Ana Isabel Boullón Agrelo (ed.): Na nosa lyngoage galega.A emerxencia do galego como lingua escrita na Idade Media, Santiago de Compostela: Consello da Cultura Galega 2007, 21-36: http://www.rose.uzh.ch/seminar/personen/kabatek/Test/C66.pdf
- Johannes Kabatek:  „Requisitos para ser lengua: el caso del asturiano y de otras modalidades lingüísticas de España”, în: Johannes Kabatek / Mónica Castillo Lluch (ed.): Las lenguas de España. Política lingüística, sociología del lenguaje e ideología desde la Transición hasta la actualidad, Frankfurt am Main/Madrid: Vervuert, 2006, 141-158: http://www.rose.uzh.ch/seminar/personen/kabatek/Test/C65.pdf
- Johannes Kabatek: „Fontes e contexto europeo da lingüística segundo Amor Ruibal”, în: Andrés Torres Queiruga / Antonio Domínguez Rei / Pablo Cano López (ed.): Amor Ruibal, Filólogo, Santiago de Compostela: Consello da Cultura Galega 2009, 193-217: http://www.rose.uzh.ch/seminar/personen/kabatek/Test/C64.pdf
- Johannes Kabatek & Ildiko Szijj: „Gallego: Historia interna”, în: Gerhard Ernst, Martin-Dietrich Gleßgen, Christian Schmitt u. Wolfgang Schweickard (ed.): Romanische Sprachgeschichte. Ein internationales Handbuch zur Geschichte der romanischen Sprachen / Histoire linguistique de la Romania. Manuel international d’histoire linguistique de la Romania, Bd. III, Berlin-New York: De Gruyter 2008, 3152-3168: http://www.rose.uzh.ch/seminar/personen/kabatek/Test/C63.pdf
- Johannes Kabatek: „Dos Españas, dos normalidades: visiones bipolares sobre la situación lingüística en la España actual”, în: Gero Arnscheidt / Pere Joan i Tous (ed.): „Una de las dos Españas...” Representaciones de un conflicto identitario en la historia y en las literaturas hispánicas (Homenaje a Manfred Tietz), Frankfurt am Main / Madrid: Vervuert / Iberoamericana 2007, 803-816: http://www.rose.uzh.ch/seminar/personen/kabatek/Test/C62.pdf
- Johannes Kabatek:  „Las tradiciones discursivas del español medieval: historia de textos e historia de la lengua”, Iberoromania 62 (2005), 28-43: http://www.rose.uzh.ch/seminar/personen/kabatek/Test/C61.pdf
- Johannes Kabatek:  „Was die Porteños mit ihrer Grundfrequenz ausdrücken wollen", în: Volker Noll (ed.): Sprache in Iberoamerika. Festschrift für Wolf Dietrich zum 65. Geburtstag, Hamburg: Buske 2005, S. 261-275: http://www.rose.uzh.ch/seminar/personen/kabatek/Test/C60.pdf
- Johannes Kabatek:  „’... se former en République sous la domination d’une même langue’ - La pensée linguistique française du XVIIIème siècle et les langues en Amérique latine“, în: Walter Bruno Berg / Lisa Block de Behar (ed.): France – Amérique Latine : Croisements de lettres et de voies, Paris: L’Harmattan 2007, 191-211: http://www.rose.uzh.ch/seminar/personen/kabatek/Test/C59.pdf
- Johannes Kabatek, Claus Pusch & Wolfgang Raible: „Romance corpus linguistics and language change", Vorwort zu Romanistische Korpuslinguistik II: Korpora und diachrone Sprachwissenschaft. Romance Corpus Linguistics II: Corpora and Diachronic Linguistics, Tübingen: Narr 2005, (ScriptOralia 130), S. 1-10: http://www.rose.uzh.ch/seminar/personen/kabatek/Test/C58.pdf
- Johannes Kabatek:  Spanische, leicht modifizierte und gekürzte Version în Ciapuscio, Guiomar / Jungbluth, Konstanze / Kaiser, Dorothee/ Lopes, Célia (ed.): Sincronía y diacronía de tradiciones discursivas en Latinoamérica, Frankfurt a.M./Madrid: Vervuert/ Iberoamericana, 2006, 151-172: http://www.rose.uzh.ch/seminar/personen/kabatek/Test/C57b.pdf
- Johannes Kabatek: Spanische, aktualisierte und modifizierte Version „Tradiciones discursivas y cambio linguístico”, în: Lexis 29/2 (2005) (Lima), 151-177: http://www.rose.uzh.ch/seminar/personen/kabatek/Test/C57a.pdf
- Johannes Kabatek:  „Tradições discursivas e mudança lingüística”, în: Tânia Lobo / Ilza Ribeiro / Zenaide Carneiro / Norma Almeida (ed.): Para a História do Português Brasileiro,Vol. VI: Novos dados, novas análises, Tomo II, Salvador, Bahia: EDUFBA 2006, 505-527: http://www.rose.uzh.ch/seminar/personen/kabatek/Test/C57.pdf
- Johannes Kabatek: „El “engaño” de la traducción y la construcción de las lenguas románicas medievales: algunos aspectos lingüísticos y semióticos”, Cahiers d’Études hispaniques médiévales 29, 2006, 469-482: http://www.rose.uzh.ch/seminar/personen/kabatek/Test/C56.pdf
- Johannes Kabatek: „‘Bedeutungsausbau’ und Corpora”, în: Wolf Dietrich / Uli Hoinkes / Bàrbara Roviró / Matthias Warnecke (ed.): Lexikalische Semantik und Korpuslinguistik. Gedenkschrift für Horst Geckeler, Tübingen: Narr, 2006, 281-300: http://www.rose.uzh.ch/seminar/personen/kabatek/Test/C55.pdf
- Johannes Kabatek: „Jenseits der Sprachgeschichte: erste Kreationen galicischer Prosa im 19. Jahrhundert”, Galicien-Magazin 16, 2005, p. 23-28: http://www.rose.uzh.ch/seminar/personen/kabatek/Test/C54.pdf
- Johannes Kabatek: „A propos de l’historicité des textes”,versiune franceza, traducere de Esme Winter, în: A. Murguía (ed.): Sens et références. Mélanges Georges Kleiber, Tübingen: Narr 2005, 149-157: http://www.rose.uzh.ch/seminar/personen/kabatek/Test/C53b.pdf
- Johannes Kabatek:  „Sobre a historicidade de textos”, port. versiune, traducere de José da Silva Simões, Linha d’água (São Paulo) 17, 2005, p. 159-170: http://www.rose.uzh.ch/seminar/personen/kabatek/Test/C53a.pdf
- Johannes Kabatek:  „Zur Historizität von Texten”, unv. manuscris: http://www.rose.uzh.ch/seminar/personen/kabatek/Test/C53.pdf
- Johannes Kabatek:  „La lingüística románica histórica: tradición e innovación en una disciplina viva“,La Corónica 31.2, 2003, 35-40: http://www.rose.uzh.ch/seminar/personen/kabatek/Test/C52.pdf
- Johannes Kabatek:  Einleitung und Kommentar zu Don Juan Manuel – Der Graf Lucanor. Deutsche Fassung von Joseph Freiherr von Eichendorff, în: Sämtliche Werke von Joseph von Eichendorff. Historisch-Kritische Ausgabe begründet von Wilhelm Kosch und August Sauer, fortgeführt und herausgegeben von Hermann Kunisch und Helmut Koopmann, Bd. XV,1 (herausgegeben von Harry Fröhlich), Tübingen: Niemeyer, 2003, p. 665-782: http://www.rose.uzh.ch/seminar/personen/kabatek/Test/C51.pdf
- Einleitung und Kommentar zu Don Juan Manuel – Der Graf Lucanor. Deutsche Fassung von Joseph Freiherr von Eichendorff, în: Sämtliche Werke von Joseph von Eichendorff. Historisch-Kritische Ausgabe begründet von Wilhelm Kosch und August Sauer, fortgeführt und herausgegeben von Hermann Kunisch und Helmut Koopmann, Bd. XV,1 (herausgegeben von Harry Fröhlich), Tübingen: Niemeyer, 2003, p. 665-782: http://www.rose.uzh.ch/seminar/personen/kabatek/Test/C50.pdf
- Johannes Kabatek:  „Das Kastilische und der alfonsinische Hof: über Texttraditionen, Sprache und Geschichte”, în: Gundula Grebner / Johannes Fried (ed.): Kulturtransfer und Hofgesellschaft im Mittelalter. Wissenskultur am sizilianischen und kastilischen Hof im 13. Jahrhundert, Berlin: Akademie-Verlag 2008, p. 351-366: http://www.rose.uzh.ch/seminar/personen/kabatek/Test/C50.pdf
- Johannes Kabatek: „¿En que consiste o ausbau dunha lingua?”, în: María Álvarez de la Granja / Ernesto González Seoane (ed.): A planificación do léxico galego, Santiago de Compostela: Consello da Cultura Galega / Instituto da Lingua Galega 2003, p. 37-51: http://www.rose.uzh.ch/seminar/personen/kabatek/Test/C49.pdf
- Johannes Kabatek:  „Tradiciones discursivas jurídicas y elaboración lingüística en la España medieval”, Cahiers de Linguistique Hispanique Médiévale 27 (2004) [2005], p. 249-261: http://www.rose.uzh.ch/seminar/personen/kabatek/Test/C48.pdf
- Johannes Kabatek:  „Existe um ciclo de gramaticalização do artigo na România?”, port. versiune în: Jânia Ramos (ed.): Para a história do português brasileiro, vol. V.: Estudos sobre mudança lingüística e história social, Belo Horizonte: FALE/UFMG 2007, p. 13-51: http://www.rose.uzh.ch/seminar/personen/kabatek/Test/C47b.pdf
- Johannes Kabatek:  „Existe-t-il un cycle de grammaticalisation de l’article dans les langues romanes?”, frz. versiune, în: Rika van Deyck / Rosanna Sornicola / Johannes Kabatek (ed.): La variabilité en langue, Vol II., Les quatre variations, Gand 2005, Communication & Cognition, (Studies in Language, 9), p. 139-172: http://www.rose.uzh.ch/seminar/personen/kabatek/Test/C47a.pdf
- Johannes Kabatek:  „Gibt es einen Grammatikalisierungszyklus des Artikels in der Romania?”, Romanistisches Jahrbuch 53 (2002) [2003], p. 56-80: http://www.rose.uzh.ch/seminar/personen/kabatek/Test/C47.pdf
- Johannes Kabatek: „Oralität, Prozeß und Struktur”, dt. Übersetzung von C 46, în: Elke Hentschel (ed.): particulae collectae. Festschrift Harald Weydt zum 65. Geburtstag; Sonderheft Linguistik-Online 13/1, 2003, http://www.linguistik-online.de/13_01/kabatek.htm%5Bnefuncțională%5D
- Johannes Kabatek:  „Oralidad, proceso y estructura”, Pandora (Paris) 2, 2 (2002), p. 37-54: http://www.rose.uzh.ch/seminar/personen/kabatek/Test/C46.pdf
- Johannes Kabatek:  „Las categorizaciones de las lenguas, del lenguaje y de los discursos – teoría y ejemplos iberorrománicos”, în: Fernando Sánchez Miret (ed.): Actas del XXIII Congreso Internacional de Lingüística y Filología Románicas. Salamanca 2001, Bd. III, S.253-262 Tübingen: Niemeyer 2003: http://www.rose.uzh.ch/seminar/personen/kabatek/Test/C45.pdf
- Johannes Kabatek:  „What Variational Linguistics can learn from Galician”, Estudios de Sociolingüística (Vigo) 3,2+4,1, 2002/2003, p. 343-358, http://webs.uvigo.es/ssl/eds: http://www.rose.uzh.ch/seminar/personen/kabatek/Test/C44.pdf
- Johannes Kabatek: „‘Estamos dando principio ahora á la gramática asturiana‘ – Louis Lucien Bonaparte, Manuel Fernández de Castro y la elaboración del asturiano escrito”, Actas del I Conceyu Internacional de Lliteratura Asturiana, Uviéu [Oviedo]: Academia de la Llingua Asturiana 2003, p. 23-51: http://www.rose.uzh.ch/seminar/personen/kabatek/Test/C43.pdf
- Johannes Kabatek:   „Die unveröffentlichten Manuskripte Eugenio Coserius – eine Projektskizze”, în: Adolfo Murguía (ed.): Sprache und Welt. Festgabe für Eugenio Coseriu zum 80. Geburtstag, Tübingen: Narr 2002, p. 111-124: http://www.rose.uzh.ch/seminar/personen/kabatek/Test/C42.pdf
- Johannes Kabatek:  „Koinés and Scriptae”, în: The Cambridge History of the Romance Languages, ed. Nigel Vincent, John C. Smith und Martin Maiden, Cambridge/UK: CUP 2013, 143-186: http://www.rose.uzh.ch/seminar/personen/kabatek/Test/C41.pdf
- Johannes Kabatek:  „Les llengües iberorromàniques i la mundialització”, în: Actes del Congrés internacional: Catalunya – un cas excepcional a Europa?,Universitat de Münster, 7.4.2000, (sub tipar)
- Johannes Kabatek & Daniel Jacob: „Introducción”, în: Daniel Jacob & Johannes Kabatek (ed.): Lengua medieval y tradiciones discursivas en la Península Ibérica: descripción gramatical - pragmática histórica - metodología, Frankfurt/Main-Madrid: Vervuert/Iberoamericana 2001 (Lingüística Iberoamericana, 12), p. VII-XVIII: http://www.rose.uzh.ch/seminar/personen/kabatek/Test/C39.pdf
- Johannes Kabatek: „¿Cómo investigar las tradiciones discursivas medievales? El ejemplo de los textos jurídicos castellanos”, în: Daniel Jacob & Johannes Kabatek (ed.): Lengua medieval y tradiciones discursivas en la Península Ibérica: descripción gramatical - pragmática histórica - metodología, Frankfurt/Main-Madrid: Vervuert/Iberoamericana 2001 (Lingüística Iberoamericana, 12), p. 97-132: http://www.rose.uzh.ch/seminar/personen/kabatek/Test/C38.pdf
- Johannes Kabatek: „Friedrich Hölderlin traducido ó galego”, în: Actas do V. Congreso Internacional de Estudios Galegos, Tréveris, 8-11 de outubro de 1997, Vol. II, ed. Dieter Kremer, Trier: Universität Trier 1999 [i.e. 2000], p. 1147-1165: http://www.rose.uzh.ch/seminar/personen/kabatek/Test/C37.pdf
- Johannes Kabatek & Brigitte Schlieben-Lange: „Zu Notwendigkeit und theoretischem Status der Sprachkategorisierungsforschung“, în: Sociolinguistica 14 (2000) [2001], p. 115-120: http://www.rose.uzh.ch/seminar/personen/kabatek/Test/C36.pdf
- Johannes Kabatek: „Lo Codi und die okzitanischen Texttraditionen im 12. und 13. Jahrhundert”, în: Angelica Rieger (ed.): Provenzalistik, Altokzitanistik und Okzitanistik. Geschichte und Auftrag einer europäischen Philologie (Akten der gleichnamigen Sektion des Deutschen Romanistentages in Osnabrück 1999), Frankfurt am Main: Peter Lang 2000, p. 147–163: http://www.rose.uzh.ch/seminar/personen/kabatek/Test/C35.pdf
- Johannes Kabatek: „Unidad del significado, Designado y Lingüística Integral”; Odisea (Almería) 3 (2003), p. 87-99: http://www.rose.uzh.ch/seminar/personen/kabatek/Test/C34a.pdf
- Johannes Kabatek: „Einheitlichkeit der Bedeutung, Designat und Integrale Linguistik”, în: Bruno Staib (ed.): Linguistica romanica et indiana. Festschrift für Wolf Dietrich zum 60. Geburtstag, Tübingen: Narr 2000, p. 187-205: http://www.rose.uzh.ch/seminar/personen/kabatek/Test/C34.pdf
- Johannes Kabatek:„Romanistische Forschungsstellen, Archive und Sammlungen: Iberoromania”,  în: Günter Holtus, Michael Metzeltin, Christian Schmitt (Hrsg.): Lexikon der Romanistischen Linguistik, Bd. I, 2 Tübingen: Niemeyer 2001, p. 1088-1103: http://www.rose.uzh.ch/seminar/personen/kabatek/Test/C33.pdf
- Johannes Kabatek: „Friedrich Hölderlin en galego (cu ref. la traducerile lui Álvaro Cunqueiro ”, în: Boletín Galego de Literatura 20, 1998, p. 5-22: http://www.rose.uzh.ch/seminar/personen/kabatek/Test/C32.pdf
- Johannes Kabatek: „L’oral et l’écrit – quelques aspects théoriques d’un « nouveau » paradigme dans le canon de la linguistique romane”, în: Wolfgang Dahmen, Günter Holtus, Johannes Kramer, Michael Metzeltin, Wolfgang Schweickard, Otto Winkelmann (ed.): Kanonbildung in der Romanistik und in den Nachbardisziplinen. Romanistisches Kolloquium XIV, Tübingen: Narr 2000, p. 305-320: http://www.rose.uzh.ch/seminar/personen/kabatek/Test/C31.pdf
- Johannes Kabatek: „Bezeichnungen für die Sprachen der Iberoromania/Désignations des langues de l’Ibéroromania”,  în: Gerhard Ernst, Martin-Dietrich Glessgen, Christian Schmitt & Wolfgang Schweickard (ed.): Romanische Sprachgeschichte. Ein internationales Handbuch zur Geschichte der romanischen Sprachen / Histoire linguistique de la Romania. Manuel international d’histoire linguistique de la Romania, Bd. I, Berlin-New York: De Gruyter 2003, p. 174-179: http://www.rose.uzh.ch/seminar/personen/kabatek/Test/C30.pdf
- Johannes Kabatek: „Galicisch”, în: Jan Wirrer (ed.): Minderheiten- und Regionalsprachen in Europa, Opladen: Westdeutscher Verlag 2000, p. 284-295: http://www.rose.uzh.ch/seminar/personen/kabatek/Test/C29.pdf
- Johannes Kabatek: „Das Galicische in der deutschsprachigen Romanistik in Forschung, Lehre und Institutionen”, în: Dietrich Briesemeister & Axel Schönberger (ed.): Bestandsaufnahme und Zukunftsperspektiven der deutschsprachigen Lusitanistik: Standpunkte und Thesen, Frankfurt: TFM 1998, p. 307–316: http://www.rose.uzh.ch/seminar/personen/kabatek/Test/C28.pdf
- Johannes Kabatek: „Identidad y alteridad lingüísticas en la aldea global”, în: Andrés Barrera (ed.): Las lenguas de España, Vitoria: Universidad del País Vasco (sub tipar).
- Johannes Kabatek: „La variation linguistique dans le domaine des langues romanes : théorie et réalité empirique”, în: Annick Englebert, Michel Pierrard, Laurence Rosier u. Dan Van Raemdonck, Actes du XXIIe Congrès International de Linguistique et Philologie romanes, Bruxelles, 23–29 juillet 1998, Vol. III: Vivacité et diversité de la variation linguistique, Tübingen: Niemeyer 2000, p. 215-224: http://www.rose.uzh.ch/seminar/personen/kabatek/Test/C26.pdf
- Johannes Kabatek: „Von Burgos nach Toledo: altkastilischer Normenkonflikt und Probleme der Rekonstruktion”, în: Andreas Wesch und Jenny Brumme (Hrsg.): Normen und Subnormen in Geschichte und Gegenwart – Methoden ihrer Rekonstruktion und Beschreibung, Wien: Edition Praesens 1999 (Schriften zur diachronen Sprachwissenschaft, 7), p. 115-130: http://www.rose.uzh.ch/seminar/personen/kabatek/Test/C25.pdf
- Johannes Kabatek: „Os estudios sobre lingua galega en Alemaña”, Galicien Magazin 3 (1997), p. 9–11: http://www.rose.uzh.ch/seminar/personen/kabatek/Test/C24.pdf
- Johannes Kabatek: „Dime cómo hablas y te diré quién eres. Mezcla de lenguas y posicionamiento social”, Revista de Antropología Social [Madrid] Nº 6, 1997, p. 215–236: http://www.rose.uzh.ch/seminar/personen/kabatek/Test/C23.pdf
- Johannes Kabatek: „Sobre el nacimiento del castellano desde el espíritu de la oralidad (apuntes acerca de los textos jurídicos castellanos de los siglos XII y XIII)”, în: Concepción Company, Aurelio González & Lilian von der Walde Moheno (ed.): Discursos y representaciones en la Edad Media (Actas de las VI Jornadas Medievales), México D.F.: UNAM – El Colegio de México 1999, p. 169-187: http://www.rose.uzh.ch/seminar/personen/kabatek/Test/C22.pdf
- Johannes Kabatek: „Situación e perspectivas da sociolingüística galega”, Beitrag zu einer Podiumsdiskussion, în: A lingua galega: Historia e actualidade. Actas do 1º congreso internacional. 16-20 de Setembro de 1996, Vol. I., ed. Rosario Álvarez Blanco, Francisco Fernández Rei, Antón Santamarina Fernández, Santiago de Compostela: Instituto da Lingua Galega / Consello da Cultura Galega, p. 142-152 &  Diskussionsbeiträge p. 153, 155-156, 158, 161-162: http://www.rose.uzh.ch/seminar/personen/kabatek/Test/C21.pdf
- Johannes Kabatek: „A diferenciación diafásica do galego actual”, în: A lingua galega: Historia e actualidade. Actas do 1º congreso internacional. 16-20 de Setembro de 1996, Vol. II., ed. Rosario Álvarez Blanco, Francisco Fernández Rei, Antón Santamarina Fernández, Santiago de Compostela: Instituto da Lingua Galega / Consello da Cultura Galega, p. 379-388: http://www.rose.uzh.ch/seminar/personen/kabatek/Test/C20.pdf
- Johannes Kabatek: „Zur Typologie sprachlicher Interferenzen”, în: Neuere Forschungsarbeiten zur Kontaktlinguistik. [Festschrift für Peter Nelde zum 55. Geburtstag], ed. Wolfgang Moelleken &  Peter Weber, Bonn: Dümmler 1997 (Plurilingua XIX), p. 232–241: http://www.rose.uzh.ch/seminar/personen/kabatek/Test/C19.pdf
- Johannes Kabatek: „Über Trampelpfade, sichtbare Hände und Sprachwandelprozesse”, în: Thomas Stehl (ed.): Unsichtbare Hand und Sprecherwahl. Typologie und Prozesse des Sprachwandels in der Romania, Tübingen: Narr 2005 [eingereicht 1995], p. 155-174: http://www.rose.uzh.ch/seminar/personen/kabatek/Test/C18.pdf
- Johannes Kabatek:  „The Mother Tongue as Second Language: Strategies of Linguistic Integration ”, în: José Manuel Oro Cabanas & Jesús Varela Zapata (ed.): Diálogo de culturas, Santiago de Compostela: Universidade de Santiago 1998, p. 57–70: http://www.rose.uzh.ch/seminar/personen/kabatek/Test/C17.pdf
- Johannes Kabatek: „Strengthening identity: differentiation and change in contemporary Galician”, în: Jenny Cheshire & Dieter Stein (ed.): Taming the Vernacular. From Dialect to Written Standard Language, London – New York: Longman 1997, p. 185–199: http://www.rose.uzh.ch/seminar/personen/kabatek/Test/C16.pdf
- Johannes Kabatek: „I parlanti come linguisti: interferenza e metalinguaggio nel galiziano attuale”, Atti del XXI Congresso Internazionale di Linguistica e Filologia Romanza, Vol. V: Dialettologia, Geolinguistica, Sociolinguistica, Tübingen: Niemeyer 1998, p. 401–410: http://www.rose.uzh.ch/seminar/personen/kabatek/Test/C15.pdf
- Johannes Kabatek: „The Koineization Process of Contemporary Galician as a Field for the Study of Language Change”, în: Benigno Fernández Salgado (ed.): Proceedings of the 4th International Conference on Galician Studies, Vol. I, Oxford: Oxford Centre for Galician Studies 1997 [1998], p. 163–178: http://www.rose.uzh.ch/seminar/personen/kabatek/Test/C14.pdf
- Johannes Kabatek: „Sprachwissenschaft und Sprachpolitik: Fortsetzung der Debatte”, în: Zeitschrift für Katalanistik 8 (1995), p. 131–135: http://www.rose.uzh.ch/seminar/personen/kabatek/Test/C13.pdf
- Johannes Kabatek: „Traducción e interferencia”, în: Dieter Kremer (ed.): Homenaxe a Ramón Lorenzo, Vol. II, Vigo: Galaxia 1998 [1997], p. 843–850: http://www.rose.uzh.ch/seminar/personen/kabatek/Test/C12.pdf
- Johannes Kabatek: „Minderheitenforschung und Normalität”, în: Dieter Kattenbusch (ed.): Minderheiten in der Romania, Wilhelmsfeld: Egert 1995, p. 25–31: http://www.rose.uzh.ch/seminar/personen/kabatek/Test/C11.pdf
- Johannes Kabatek: „Galego escrito e lingua común na segunda metade do século XX”, Grial 122, tomo XXXII, (1994), p. 157–179: http://www.rose.uzh.ch/seminar/personen/kabatek/Test/C10.pdf
- Johannes Kabatek: „Variedades lingüísticas e competencia comunicativa”, Cadernos de Lingua 10 (1994), p. 7–18: http://www.rose.uzh.ch/seminar/personen/kabatek/Test/C9.pdf
- Johannes Kabatek: „‹Wenn Einzelsprachen verschriftet werden, ändern sie sich›. Gedanken zum Thema Mündlichkeit und Schriftlichkeit”, în: Gabriele Berkenbusch/Christine Bierbach (ed.): Soziolinguistik und Sprachgeschichte: Querverbindungen. Brigitte Schlieben-Lange zum 50. Geburtstag von ihren Schülerinnen und Schülern überreicht, Tübingen: Narr 1994, p. 175–187: http://www.rose.uzh.ch/seminar/personen/kabatek/Test/C8.pdf
- Johannes Kabatek: „México frente a Madrid: Aspectos fonéticos del habla de los taxistas en dos capitales hispanas”, Iberoamericana 2 (54), 1994, p. 5–15: http://www.rose.uzh.ch/seminar/personen/kabatek/Test/C7.pdf
- Johannes Kabatek: „Auto-odi: Geschichte und Bedeutung eines Begriffs der katalanischen Soziolinguistik”, în: Gabriele Berkenbusch/Christine Bierbach (ed.): Zur katalanischen Sprache: historische, soziolinguistische und pragmatische Aspekte (Akten des 2. gemeinsamen Kolloquiums der deutschsprachigen Lusitanistik und Katalanistik, Berlin, 10.–12. September 1992), Katalanistischer Teil, Bd. 2, Frankfurt: DEE 1994, p. 159–173: http://www.rose.uzh.ch/seminar/personen/kabatek/Test/C6.pdf
- Johannes Kabatek: „Louis Lucien Bonaparte und das Galicische”, în: Johannes Kabatek/Axel Schönberger (ed.): Akten des 2. gemeinsamen Kolloquiums der deutschsprachigen Lusitanistik und Katalanistik, Band I: Sprache, Literatur und Kultur Galiciens, Frankfurt 1993, p. 85–109: http://www.rose.uzh.ch/seminar/personen/kabatek/Test/C5.pdf
- Johannes Kabatek: „O príncipe Louis Lucien Bonaparte: precursor da lingüística galega”, Cadernos de Lingua 6 (1992), p. 5–26: http://www.rose.uzh.ch/seminar/personen/kabatek/Test/C4.pdf
- Johannes Kabatek: „Mero mero (Aspectos de la reduplicación en el español hablado)”, în: Hispanorama 61 (1992), p. 153–155: http://www.rose.uzh.ch/seminar/personen/kabatek/Test/C3.pdf
- Johannes Kabatek: „Der Normenstreit in Galicien: Versuch einer Erklärung”, în: Lusorama 18 (1992), p. 65–83: http://www.rose.uzh.ch/seminar/personen/kabatek/Test/C2.pdf
- Johannes Kabatek: „Interferencias entre galego e castelán: problemas do galego estándar”, în: Cadernos de Lingua 4 (1991), p. 39–48: http://www.rose.uzh.ch/seminar/personen/kabatek/Test/C1.pdf

## Recenzii
- Torrens Álvarez, María Jesús / Sánchez-Prieto Borja, Pedro (ed.): Nuevas perspectivas para la  edición y el estudio de documentos hispánicos antiguos, Bern etc.: Lang 2012 [Fondo hispánico de lingüística y filología, 12], 484 pp., în: Romanische Forschungen (sub tipar)
- Born, Joachim / Folger, Robert / Laferl, Christopher F. / Pöll, Bernhard (ed.): Handbuch Spanisch. Sprache, Literatur, Kultur, Geschichte in Spanien und Hispanoamerika. Für Studium, Lehre, Praxis, Berlin: Erich Schmidt 2012, ISBN 978 3 503 09875 0, XIV+982 p., în: Vox Romanica 72 (2013), 369-374.
- Eugen Munteanu (coord.): Eugeniu Coșeriu – 90 ani de la naștere, Anuar de lingvistică și istorie literară, număr special, București: Academia Română. Institutul de Filologie Română „Alexandru Philippide“ 2012, 443p., în: Energeia 4 (2012), 76-79.
- Joan Solà. 10 textos d’homenatge, edició a cura de Neus Nogué, Emili Boix, Sebastià Bonet i Lluís Payrató, Barcelona: Empúries 2010, în: Estudis Romànics 35 (2013), 596-598.
- Joan Solà, Maria-Rosa Lloret, Joan Mascaró, Manuel Pérez Saldanya (dir.): Gramàtica del català contemporani, 3 vol., Barcelona: Empúries 2008, XXXVIII+3499 pp., în: Revue de linguistique romane 293-294, 74 (2010), 229-232.
- Lo Nou Testament. Traducció de Josep Melcior Prat, transcripció a cura d’Antoni Coll i Casals, notes de Pere Casanellas i Bassols; estudi introductori de Pau Alegre i Nadal, Carme Capó i Fuster, Antoni Coll i Casals, Pere Casanellas i Bassols; glossari d’Antoni Coll i Casals, Pere Casanellas i Bassols, revisat per Albert Rossich, Barcelona: Associació Bíblica de Catalunya, Publicacions de l’Abadia de Montserrat, 2008 (Corpus Biblicum Catalanicum, 38), în: Bulletin of Hispanic Studies 87/1 (2010), 119-122.
- Naro, Anthony Julius / Scherre, Maria Marta Pereira: Origens do português brasileiro, São Paulo: Parábola Editorial 2007, în: Revista Internacional de Lingüística Iberoamericana 13 (2009), 302-305.
- Vicenç Beltran: La corte de Babel. Lenguas, poética y política en la España del siglo XIII, Madrid: Gredos (Biblioteca Románica Hispánica. Estudios y Ensayos, 443) 2005, în: Romanische Forschungen 121, 2 (2009), 227-229.
- Josse de Kock / Carmen Gómez Molina: Lingüística aplicada. La lengua: meta, materia y referencia en investigación, enseñanza y estilística (Gramática española: Enseñanza e investigación. I. Apuntes metodológicos, vol. 8), Salamanca, Ediciones Universidad de Salamanca, 2002. în: Zeitschrift für Romanische Philologie 124/4 (2008), 749-752.
- Knauer, Gabriele / Bellosta von Colbe, Valeriano (ed.): Variación sintáctica en español. Un reto para las teorías de la sintaxis, Tübingen: Niemeyer 2005, în: Zeitschrift für Romanische Philologie 124/4 (2008), 703-707.
- [cu Lola Pons]: Miguel Ángel Garrido Gallardo (ed.): CD-ROM Retóricas españolas del siglo xvi escritas en latín. Edición digital. Consejo Superior de Investigaciones Científicas. Fundación Ignacio Larramendi. Biblioteca Virtual Menéndez Pelayo de Polígrafos Españoles, în: Zeitschrift für Romanische Philologie 123, 1 (2007), 159-163.
- Montserrat Badia i Cardús: Introducció a la fonètica i a la fonologia catalanes, Barcelona: Curial Edicions Catalanes / Publicacions de l’Abadia de Montserrat 2002 (Textos i Estudis de Cultura Catalana, 89), în: Zeitschrift für Katalanistik 18 (2005), p. 261-264.
- Francisco J. Llera Ramo / Pablo San Martín Antuña: II Estudio sociolingüístico de Asturias. 2002, Uviéu: Academia de la Llingua Asturiana 2003, în: Revista Internacional de Lingüística Iberoamericana 9, 2007, 243-246.
- Francisco J. Llera Ramo / Pablo San Martín Antuña: II Estudio sociolingüístico de Asturias. 2002, Uviéu: Academia de la Llingua Asturiana 2003, în: Revista de Filoloxía Asturiana 3-4, 386-391.
- Jacques de Bruyne: Spanische Grammatik. Deutsche Übersetzung von Dirko-J. Gütschow, Tübingen: Niemeyer, zweite, überarbeitete Auflage 2002, în: Bulletin of Hispanic Studies (Liverpool) 82, 1, (2005), S. 103-104.
- José Mondéjar Cumpián: Castellano y Español. Dos nombres para una lengua, en su marco literario, ideológico y político, Granada: Universidad de Granada/Editorial Comares 2002, în: Revista Internacional de Lingüística Iberoamericana 4, 2004, S. 249-250.
- Eva Stoll: La Memoria de Juan Ruiz de Arce. Conquista del Perú, saberes secretos de caballería y defensa del mayorazgo, Frankfurt am Main / Madrid: Vervuert – Iberoamericana, 2002 [Textos y documentos españoles y americanos, II], în: Revista Internacional de Lingüística Iberoamericana 2, 2003, S. 245-247.
- Isolde J. Jordan: Characteristics and Functions of Direct Quotes in Hispanic Fiction – A Linguistic Analysis (Berkeley Insights in Linguistics and Semiotics, Vol. 49), New York: Peter Lang 2001, în: Zeitschrift für Romanische Philologie 120 (2004), p. 218-220.
- Grenzgänge. Beiträge zu einer modernen Romanistik 14 (2000), în: Zeitschrift für Katalanistik 15 (2002), p. 225-228.
- Dieter Kremer (ed.): Homenaxe a Ramón Lorenzo, 2 Bde, Vigo: Galaxia 1998 [1997] în: Zeitschrift für Romanische Philologie 119 (2003), p. 738-741.
- Libro de los cien capítulos (Dichos de sabios en palabras breves e complidas), Edición, estudio introductorio y notas de Marta Haro Cortés, Frankfurt am Main – Madrid: Vervuert – Iberoamericana 1998 (Medievalia Hispanica, 5), în: Zeitschrift für Romanische Philologie 118 (2002), p. 516-520.
- William D. Paden: An introduction to Old Occitan, New York: Modern Language Association of America 1998, în: Archiv für das Studium der neueren Sprachen und Literaturen 239 (2002), 214-218.
- Maria Alegria Marques, Ana Paula Figueira Santos, Nuno Rosmaninho, António Breda Carvalho, Rui Godinho (ed.): Correspondência de Rodrigues Lapa. Selecção (1929–1985), Coimbra: Minerva 1997, în: Verba 25 (1998), p. 456–463.
- Wolfgang Raible (ed.): Kulturelle Perspektiven auf Schrift und Schreibprozesse. Elf Aufsätze zum Thema Mündlichkeit und Schriftlichkeit, Tübingen, Narr 1995, în: Romanistisches Jahrbuch 50 (1999) [2000], p. 183-185.
- Salvador Giner, Lluís Flaquer, Jordi Busquet, Núria Bultà: La cultura catalana: el sagrat i el profà. Una anàlisi del debat sobre la cultura catalana amb una proposta innovadora, Barcelona: Edicions 62 1996 în: Notas 12 (1997), p. 84–86.
- Joan Armangué i Herrero: Llengua i cultura a l'Alguer durant el segle XVIII: Bartomeu Simon. Barcelona: Curial Edicions Catalanes 1996, în: Notas 12 (1997), p. 48–51.
- Petrea Lindenbauer, Michael Metzeltin u. Margit Thir: Die romanischen Sprachen. Eine einführende Übersicht, 2. Aufl., Wilhelmsfeld: Gottfried Egert Verlag (pro lingua Bd. 20) 1995, în: Moderne Sprachen 41/2, (1997), p. 209–213.
- Ulrich Hoinkes (ed.): Panorama der Lexikalischen Semantik. Thematische Festschrift aus Anlaß des 60. Geburtstages von Horst Geckeler, Tübingen, Narr 1995, în: Romanistisches Jahrbuch 47 (1996) [1997], p. 145–148.
- Annette Sabban, Christian Schmitt (ed.): Sprachlicher Alltag. Linguistik – Rhetorik – Literaturwissenschaft. Festschrift für Wolf-Dieter Stempel, Tübingen: Niemeyer 1994, în: Romanistisches Jahrbuch 47 (1996) [1997], p. 138–141.
- Eduardo Blasco Ferrer: Linguistik für Romanisten, Berlin: Erich Schmidt Verlag 1996, în: Hispanorama  76 (1997), p. 142–143.
- [versiune în galiciană] în: Cadernos de Lingua 14 (1996), p. 145–146.
- Bernd Bauske: Sprachplanung des Asturianischen. Die Normierung und Normalisierung einer romanischen Kleinsprache im Spannungsfeld von Linguistik, Literatur und Politik, Berlin: Verlag Dr. Köster 1995, în: Notas 7 (1996), p. 63–64.
- Frank Baasner, Peter Kuon: Was sollen Romanisten lesen?, Berlin: Erich Schmidt Verlag 1994, în: Hispanorama 73 (1996), p. 145–146.
- Udo L. Figge (ed.): Portugiesische und Portugiesisch-Deutsche Lexikographie, Tübingen: Niemeyer 1994, în: Romanistisches Jahrbuch 46 (1995) [1996], p. 421–423.
- Karl-Heinz Röntgen: Untersuchungen zu frühen Lehnprägungen romanischer Tierbezeichnungen, Bonn, Romanistischer Verlag 1992, în: Romanistisches Jahrbuch 46 (1995) [1996], p. 179–181.
- Teresa Delgado (ed.): ZAS. Schnitte durch die spanische Lyrik 1945–1990, München: P. Kirchheim 1994, în: Notas – Reseñas iberoamericanas 2 (1994), p. 41–42.
- Anxo Tarrío Varela (ed.): Álvaro Cunqueiro, Santiago de Compostela: Universidade de Santiago 1992, în Notas – Reseñas iberoamericanas 1 (1994), p. 55–56.
- Seminario de Sociolingüística da Real Academia Galega (ed.): Estudio sociolingüístico da comarca ferrolá. Fase previa ó Mapa Sociolingüístico de Galicia, A Coruña: Real Academia Galega 1993 (Cadernos de Lingua, Anexo 1), în: Sociolinguistica 9 (1995) p. 160–162.
- Klaus Bochmann: Regional- und Nationalitätensprachen in Frankreich, Italien und Spanien, Cadernos de lingua 7 (1993), p. 131–134.
- Brauli Montoya i Abad: La interferència lingüística al sud valencià, in: Zeitschrift für Katalanistik 6 (1993), p. 227–229.
- [versiune în galiciană] în: Verba 20 (1993), p. 480–483.
- Ursula Esser: Die Entwicklung des Galicischen zur modernen Kultursprache. Eine Fallstudie zur aktuellen Sprachplanung, în: Lusorama 17 (1992), p. 99–103.

## Traduceri
- Paul Celan: Contraluz, Málaga: Newman, 1991. (Germ.-Sp.)
- Bernardo de Etxepare: Linguae vasconum primitiae, Bilbao: Real Academia de la Lengua Vasca – Euskaltzaindia 1995. (Sp.-Germ.)
- Eugenio Coseriu: „Diez tesis a propósito de la esencia del lenguaje y del significado”, Energeia 4 (2012) (cu Mónica Castillo Lluch, Fr.-Sp.).

## Articole în alte reviste
- „Descubrimiento de la otra Alemania”, Nueva Revista de Política, Cultura y Arte 2 (1990), p. 20–21.
- „El muro, otra vez”, Nueva Revista de Política, Cultura y Arte 6 (1990), p. 24–25.
- La crisis de Alemania, Nueva Revista de Política, Cultura y Arte 29 (1993), p. 126–132.
- „¿En galego? ¡O que ti queiras! Zum Galicischen heute”, Tranvía. Revue der Iberischen Halbinsel 49 (1998), p. 49–52.
- ‹„Zeig mir, wie du sprichst, und ich sag dir, wer du bist›. Zum Verhältnis von Sprachgebrauch und Identität in mehrsprachigen Gemeinschaften”, ForschungsForum der Universität Paderborn 2 (1999), p. 54–56.
- [cu Tilbert D. Stegmann]: „Brigitte Schlieben-Lange (1943-2000)”, Zeitschrift für Katalanistik 14 (2001), p. 7-14.
- Nachruf auf Brigitte Schlieben-Lange (1943-2000), Mitteilungen des Deutschen Hispanistenverbands 18, 2001, 6-9.
- „In Memoriam Eugenio Coseriu (1921-2002)”, „Henry Sweet Society Bulletin” 39 (2002), p. 56-57.
- „In Memoriam Eugenio Coseriu”, Journal of the International Phonetic Association 33/1 (2003), p. 130.
- „Eugenio Coseriu: Memoria, lógica y fuerza de trabajo”, în: María Luisa Calero/Fernando Rivera Cárdenas (ed.): Estudios lingüísticos y literarios In memoriam Eugenio Coseriu, Córdoba: Universidad de Córdoba 2004, p. 43-50.
- „Eugenio Coseriu (1921-2002)”, Revista Internacional de Lingüística Iberoamericana 2, 2003, p. 179-181.
- „Eugenio Coseriu (1921-2002)”, în: Estudis Romànics XXVI, 2004, 484-488.
- „Wo steht und wohin strebt die romanistische Sprachwissenschaft in Deutschland?”, în: Jochen Mecke (ed.): Romanistik 2006: Revisionen, Positionen, Visionen, Schwerpunkt der Romanistischen Zeitschrift für Literaturgeschichte / Cahiers d’Histoire des Langues Romanes 29, 3/4, p. 399-410.
- Brigitte Schlieben-Lange,  în: Harro Stammerjohann (ed.) (2009): Lexicon Grammaticorum, 2nd ed., Vol. II, Tübingen: Niemeyer, 1348-1350.
- „Prólogo”,  în: Eugenio Coseriu / Óscar Loureda Lamas (2006): „Lenguaje y discurso”, Pamplona, EUNSA, 9-12.
- „Prólogo” – port. trad.  în: Eugenio Coseriu / Óscar Loureda Lamas (2010): Linguagem e discurso, trad. v. Cecília Ines Erthal, Curitiba: Editora UFPR. p. 7-11.
- „Programas nacionales de apoyo a una ciencia globalizada: ¿Una contradicción?”, în: El papel de la ciencia básica para el desarrollo tecnológico: Repercusiones en los aspectos sociales y humanísticos, Alcalá de Henares: Asociación Alexander von Humboldt de España 2007, 123-142.
- „Vorwort” în: Eugenio Coseriu: Lateinisch – Romanisch. Vorlesungen und Abhandlungen zum sogenannten Vulgärlatein und zur Entstehung der romanischen Sprachen, baerbeitet und herausgegeben von Hansbert Bertsch, Tübingen: Narr 2008, S. XI-XII.
- „Zum Publikationsverhalten in der Linguistik”, Arbeitspapiere der Alexander-von-Humboldt-Stiftung 12, 2. Aufl. 2009, 46-49.
- „Nachruf auf Prof. Dr. Andreas Wesch” (2.11.1961 – 11.1.2008), Mitteilungen des Deutschen Hispanistenverbandes 'Text cursiv 26 (2008), 23-24.
- „Andreas Wesch (1961-2008)”, Mitteilungen des Deutschen Katalanistenverbandes 48 (2009), 5-6.
- „Verschiedene Beiträge” în: Emma Tamaianu-Morita (ed.): Sciences of Culture vs. Sciences of Nature, Akita 2010: Reflecting the Scientificity of Linguistics: Humboldt’s Tradition and Contemporary University Structure in Germany (p. 22-33; What is a linguistic theory? (p. 64-82), The Eugenio Coseriu Archives at Tübingen University (p. 104-109)
- „Introducción”, în: Johannes Kabatek/Aitor Rivas (ed.): Rosalía: Voces galegas e alemás, Tübingen: Centro de Estudos Galegos 2011, 15-20.
- „Peter Koch (1951-2014)”, romanistik.de, 11. Juli 2914.
- „Peter Koch (1951-2014)”, Romanische Forschungen 127 (2015), 192-195.

## Interviuri
- Eugenia Bojoga: „Eugen Coșeriu și discipolii săi. Interviu cu Johannes Kabatek”, Contrafort (Chișinău, Moldova) Anul VII, 12 (74), 2000, p. 23-24. http://www.contrafort.md/2000/74/106.html Arhivat în 15 iunie 2006, la Wayback Machine.
- Xosé Luís Regueira Fernández: „Entrevista con Johannes Kabatek”, Vieiros, Monográfico 4: A Lingüística Galega Hoxe, September 2002, http://www.vieiros.com
- „Prof. Dr. Johannes Kabatek”, Freiburger Universitätsblätter 156 (2002), 163-164.
- Eugenia Bojoga: „Johannes Kabatek despre Eugeniu Coșeriu”, Contrafort (Chișinău, Moldova) Anul XII, 11-12 (133-134), 2005, S. 23-24. http://www.contrafort.md/ Arhivat în 12 septembrie 2010, la Wayback Machine.
- Adriana Robu: Interviu de Adriana Maria Robu cu Prof. Dr. Johannes Kabatek - „Coșeriu ne-a învățat un mod de gândire”, Dacia literară 7-8 (2013), 32-41.

## Conferinṭe
- Auto odi: Història i actualitat d'un terme de la sociolingüística catalana; Universitat de les Illes Balears, Palma de Mallorca, März 1993.
- Louis Lucien Bonaparte und das Galicische; 2. gemeinsames Kolloquium der deutschsprachigen Lusitanistik und Katalanistik (Berlin, 10.–12. September 1992),
- Auto-odi: Geschichte und Bedeutung eines Begriffes der katalanischen Soziolinguistik; 2. gemeinsames Kolloquium der deutschsprachigen Lusitanistik und Katalanistik (Berlin, 10.–12. September 1992).
- El supuesto problema del plurilingüismo en España; Februar 1993, Centro español, Tübingen.
- México frente a Madrid: El habla de los taxistas en dos capitales hispanas; Deutscher Hispanistentag Augsburg, März 1993.
- Lingua común, lingua estándar, lingua falada; Coloquios de Sociolingüística Galega, Universidade de Santiago, April 1993.
- Variedades lingüísticas e competencia comunicativa; Cursos de Verán da Universidade de Santiago de Compostela, 19. VII. 1993.
- Os estudios de galego en Alemaña; 2. Kolloquium: Tradición, Actualidade e Futuro do Galego, Universität Trier, 4. X. 1993.
- Sprachliche Variation und Funktionalität: Sprachwandel und Funktionswandel im Galicischen; Forschungskolloquium der Studienstiftung des Deutschen Volkes: Funktionale Fragestellungen in der Sprachwissenschaft, Brixen, 3. März 1994.
- Galego actual: creación, modelos, tendencias; Cursos de Verán, Universidade de Santiago de Compostela, 22. VII. 1994.
- Aspekte der historischen Grammatik des Galicischen, Universität Tübingen, 1.12.1994.
- Die Sprecher als Linguisten. Interferenz- und Sprachwandelerscheinungen im Gegenwartsgalicischen, Deutscher Hispanistentag, Bonn, 3. März 1995.
- La pluralidad lingüística de España, Seminario internacional “Lenguas y culturas de la Península Ibérica – Antonio Tovar in memoriam”, Universität Tübingen, 18–19.5.1995.
- Between Identification and Differentiation: Tendencies in Norm as a Result of the Contact between Closely-Related Languages (A Case for Modern Galician), Colloquium on Syntax and Varieties, Universität Düsseldorf, 7. Juli 1995.
- Sobre as dificultades e a importancia de falar do galego desde fóra, Universidad Internacional Menéndez Pelayo, A Coruña 10. Juli 1995.
- The mother tongue as second language, I. Congreso Internacional: Adquisición e aprendizaxe das Linguas Segundas e as súas Literaturas, Universidade de Santiago, Campus de Lugo, 8. September 1995.
- I parlanti come linguisti: interferenza e metalinguaggio nel galiziano attuale, XXI Congresso Internazionale di Linguistica e Filologia Romanza, Palermo, 21. September 1995.
- Über Trampelpfade, sichtbare Hände und Sprachwandelprozesse, XXIV. Romanistentag, Münster, 27.9.1995.
- Los hablantes como lingüistas: interferencia y cambio en el gallego actual, Gastvortrag an der University of Birmingham am 28.2.1996.
- Sprachliche Interferenz: Eine Neubestimmung, XII. Nachwuchskolloquium der Romanistik, Universität Eichstätt, 2. Juni 1996.
- A variación diafásica do galego actual; Congreso internacional: A lingua galega – Historia e actualidade, Universität Santiago de Compostela, Facultade de Filoloxía, 18. September 1996.
- Situación sociolingüística do galego actual (mesa redonda); Congreso internacional: A lingua galega – Historia e actualidade, Universität Santiago de Compostela, Facultade de Filoloxía, 19. September 1996.
- Sobre el nacimiento del castellano desde el espíritu de la oralidad; Coloquio internacional Jornadas Medievales, Universidad Nacional Autónoma de México, 26.9.1996.
- Zur Typologie sprachlicher Interferenzen, Contact+Conflict IV, Brüssel, Katholieke Universiteit, 29.5.1997.
- Identidad, lenguaje, lengua y habla desde la perspectiva de la lingüística variacional, Curso de verano: Lengua, identidad, nacionalismo, Universidad del País Vasco, San Sebastián, 22.7.1997.
- Lenguas, identidades, actitudes, conductas, Curso de verano de la Universidad Complutense de Madrid: La España plurilingüe, San Lorenzo de El Escorial, 22.8.97.
- Von Burgos nach Toledo: Altkastilischer Normenkonflikt und Probleme der Rekonstruktion, 25. Deutscher Romanistentag – Romania I, Universität Jena, 1.10.1997.
- Friedrich Hölderlin en galego, 5º Congreso Internacional de Estudios Galegos, Universität Trier, 10. Oktober 1997.
- Auf der Suche nach Identität: Das Galicische heute, Gastvortrag an der Universität zu Köln, Philosophische Fakultät, Arbeitskreis Spanien–Portugal–Lateinamerika, 12.11.1997.
- Zur kastilischen Rechtssprache im 12. und 13. Jahrhundert, Gastvortrag an der Universität München, Sprachwissenschaftliches Kolloquium, 16.12.1997.
- Mündlichkeit und Schriftlichkeit: Ein neues Paradigma in der romanistischen Sprachwissenschaft, Romanistisches Kolloquium XIII, Universität Trier, 15.5.1998.
- La variation linguistique dans le domaine des langues romanes : théorie et réalité empirique, XXIIe Congrès international de Linguistique et Philologie romanes, Université Libre de Bruxelles, 25.7.1998.
- El estudio del gallego actual: problemas y tareas, Raízes, Rotas, Reflexões, Congresso da AHGBI (Association of Hispanists of Great Britain and Ireland), Universidade de Braga, 8.9.1998.
- Möglichkeiten und Probleme der Integration ‘kleiner’ Sprachen in die romanistische Ausbildung und Lehre, Leitung eines Diskussionsforums auf dem 15. Deutschen Katalanistentag, Universität Freiburg im Breisgau, 3.10.1998.
- Lo Codi entre los textos jurídicos de la Castilla medieval, Deutscher Hispanistentag, Humboldt-Universität zu Berlin, 26. März 1999.
- Sprachausbau und Texttradition im 12. und 13. Jahrhundert am Beispiel juristischer Texte aus Spanien und der Provence, Gastvortrag an der Ruhr-Universität Bochum am 19.4.1999.
- Lo Codi und die okzitanischen Texttraditionen im 12. und 13. Jahrhundert, Vortrag auf dem Romanistentag an der Universität Osnabrück am 28.9.1999.
- Sagen oder Nichtsagen – „Negative Linguistik“ und Romanische Sprachgeschichte, Linguistisches Kolloquium an der Universität Tübingen, 22.12.99
- To say or not to say – “Negative Linguistics” and the history of the Romance Languages, The 28th RLS Meeting, Cambridge, UK, 4.1.2000.
- Lo Codi y la tradición textual jurídica de la Castilla medieval, Quinto Congreso Internacional de Historia de la Lengua Española, Valencia, 3.2.2000.
- On linguistic change, visible hands and language planning, Workshop on Language Planning, University College, Cork (Irland), Freitag, 25.2.2000.
- Les llengües iberoromàniques i la mundialització, Congrés internacional: Catalunya – un cas excepcional a Europa?, Universität Münster, 7.4.2000.
- Brauchen Sprachen einen Standard? Ein Thema mit iberoromanischen Variationen, Universität Erfurt, 6. Juni 2000.
- La política lingüística en la España actual, Día del Profesor de español, Seminar für Schulpädagogik Tübingen, 8.7.00.
- A cultura galega ante a globalización, Xornadas ‘Mar por medio’ (University of Oxford/Consello de Ribadeo), Ribadeo (Spanien), 8.8.00.
- Mudança lingüística: o caso do galego contemporâneo, Seminario de Pesquisa do Programa de Pós-Graduação em Filologia e Língua Portuguesa, Universidade de São Paulo, 15.9.00.
- Lingüística variacional e estudos medievais, Universidade Federal de Pernambuco, Recife (Brasilien), 18.9.00.
- Interférence, variation et histoire de la langue. Contribution à la théorie de la variation linguistique, Universiteit Gent, 21 février 2001.
- Variation linguistique et grammaticalisation – l’article dans les langues romanes, Universiteit Gent, 21 février 2001.
- Frases nominales sin actualizador en las lenguas románicas: gramaticalización y variación, Universidad de Buenos Aires, 4-IX-01.
- El discurso boloñés y la elaboración de las lenguas románicas en los siglos XII y XIII, II Coloquio nacional de investigadores en el estudio del discurso, La Plata, 7 de setiembre de 2001.
- Planificación lingüística y lenguas de contacto en la España actual, Universidad de Cuyo (Mendoza), 10-IX-01.
- Las categorizaciones de las lenguas, del lenguaje y de los discursos en el ámbito románico – teoría y hechos empíricos, Universidad de Salamanca, XXIII Congreso internacional de Lingüistica y Filología románicas, 28-IX-01.
- Die Nationalisierung des Kastilischen am alfonsinischen Hof zwischen Mythos und Belegbarkeit, Tagung: Wissen an Höfen und Universitäten: Rezeption, Transformation, Innovation Frankfurt am Main, 6. Oktober 2001.
- Romanität – ein Programm, Antrittsvorlesung an der Albert-Ludwigs-Universität Freiburg, 12. Juni 2002.
- Substantivos sem artigo nas línguas românicas – Esboço de uma comparação entre o francês e os idiomas ibero-românicos, V Seminário Para a história do português brasileiro, Ouro Preto (Brasilien), 17.10.2002.
- ¿En qué consiste o Ausbau dunha lingua?, Simposio: Léxico e estandarización en Galicia, Santiago de Compostela, 7. November 2002.
- Vida e obra de Eugenio Coseriu, Universidade de Santiago de Compostela, 8. November 2002.
- Tradiciones discursivas jurídicas y elaboración lingüística en la España medieval, Colloque Les modalités et leur expression dans les documents espagnols du Moyen Âge Paris, 15 et 16 novembre 2002, Université de Paris X (Nanterre), 16. November 2002.
- El Conde Lucanor en dos lenguas, cara a cara, VI Congreso internacional de Historia de la lengua española, Madrid, Universidad Complutense, 3 de octubre de 2003.
- El engaño de las traducciones medievales: una perspectiva lingüística, Colloque: Feindre, leurrer, fausser : fiction et falsification dans l’Espagne médiévale, Lyon, ENS, 15 novembre 2003.
- „Bedeutungsausbau“ und Corpora, Kolloquium: Lexikalische Semantik und Korpuslinguistik. Horst Geckeler zum Gedenken, Münster, 8. Mai 2004.
- Jenseits der Sprachgeschichte: erste Kreationen galicischer Prosa im 19. Jahrhundert, Día das letras galegas 2004, Heidelberg, 15-V-2004.
- Tradiciones discursivas en la España medieval: lo épico y lo jurídico en el Poema de mio Cid, Université de Fribourg (Schweiz), 25. Mai 2004.
- « ... se former en République sous la domination d’une même langue » - la pensée linguistique française du XVIIIème siècle et les langues en Amérique latine, Colloque : La France et la formation de la culture latino-américaine, Freiburg im Breisgau, 28. Mai 2004.
- As tradições discursivas: o que são, e como se estudam, UFRJ, Rio de Janeiro, 27-VIII-2004.
- Tradições discursivas e mudança lingüística, VI PHPB, Ilha de Itaparica, Bahia, 29-VIII-2004.
- Córpora, gramática histórica, tradiciones discursivas, Curso superior de especialización filológica: La lingüística de la comunicación y la historia de la lengua: Nuevas perspectivas, Facultad de Filología. Universidad de Sevilla, 2-X-04.
- Requisitos para ser  lengua: el caso del asturiano y de otras modalidades lingüísticas de España, Instituto Cervantes, París, 23 de octubre de 2004.
- Tradiciones discursivas en la historia del español, Universidad de Navarra, Pamplona, 26.11.2004.
- Tradiciones discursivas e historia del español, Cuarto Seminario Internacional del Instituto Universitario Menéndez Pidal: De la lengua al texto, Universidad Complutense de Madrid, 1 de diciembre de 2004.
- Tradiciones discursivas, córpora, gramática  histórica, Universidade de Santiago de Compostela, 14.12.2004.
- “¿Saben aquel que diu...?” – Los Chistes de Eugenio y la afirmación de la identidad catalana en discursos en español, Deutscher Hispanistentag, Bremen, 3.3.2005.
- Was wir beim Sprechen so alles mit unserer Grundfrequenz anstellen, Plenarvortrag vor dem Auswahlausschuss der Alexander-von-Humboldt-Stiftung, Bonn, 4.3.2005.
- Tradiciones discursivas en la historia del español, Universidade de A Coruña, 15.3.2005.
- Nuevos rumbos de las políticas lingüísticas en la España de Zapatero, International colloquium: Regulations of societal multilingualism in linguistic policies: Language in relation to nation, identity and power in Spain, Hispanoamerica and the United States, Berlin, Iberoamerikanisches Institut, 3.6.2005.
- New data on the inversion of the article cycle in Brazilian Portuguese, New Reflections on Grammaticalization III, Universidade de Santiago de Compostela, 17-07-05.
- Otra historia de las lenguas ibero-románicas (y no-románicas): en torno a la actualidad de una vieja idea, XXIX. Romanistentag Saarbrücken, Sektion Romanische Sprachgeschichten und Sprachgeschichtsschreibung, 27.9.05.
- “Muyto he boa grosa”: O Renacemento Boloñés, a elaboración das linguas románicas e a emerxencia do galego escrito, Universidade de Santiago de Compostela, Instituto da Lingua Galega, Simposio: Na nosa lyngoage galega. A emerxencia do galego como lingua escrita na Idade Media, 11.11.05.
- “...porque sólo lo que es normal y reducible a sistema puede estudiarse científicamente” Fontes e contexto europeo da lingüística segundo Amor Ruibal, Simposio: A obra lingüístico-filolóxica de Angel Amor Ruibal, Santiago de Compostela, 17.12.2005.
- Zur aktuellen Sprachpolitik in Spanien, Gastvortrag an der Universität Freiburg im Breisgau im Rahmen des Masterstudienganges European Linguistics, 31.1.2006.
- Eugenio Coseriu: “Über den Strukturalismus hinaus...”, Gastvortrag an der Universität Freiburg im Breisgau im Rahmen des Masterstudienganges European Linguistics, 10.1.2008.
- Nombres escuetos en las lenguas iberorrománicas: datos, métodos y teorías, 31-X-2008, Universidad de Zürich, Día de lingüística iberoamericana.
- Between Ausbau and Abbau: Dynamics and Discourses in the System of Glocalized Languages, SLE 2009 Conference, Lisboa, 10 September 2009.
- Nuevos rumbos en la sintaxis histórica, 8 Congreso de la AHLE, Universidade de Santiago, Campus de Lugo, 16-IX-09.
- Mémoire et avenir des trois historicités cosériennes, CoseClus2009, 23 septembre 2009.
- Zwischen Ausbau und Abbau: Dynamiken und Diskurse im System der glokalisierten Romania, Romanistentag Bonn, 30.9.2009.
- Neohablantes y territorialización en el ámbito iberorrománico, Symposium Romania – espaces linguistiques, Zürich, 5.10.2009.
- Neue Lehrbücher für neue Studiengänge? Zur Konzeption der bachelor-Wissen-Bände Spanische Sprachwissenschaft und Französische Sprachwissenschaft, Universität Paderborn, 18.1.2010.
- Eingeladene Vorträge an der Universität Akita/Japan am 19.3. und 20.3.2010 im Rahmen des Symposiums: Reflecting the Scientificity of Linguistics: Humboldt’s Tradition and Contemporary University Structure in Germany (19.3.2010); What is a linguistic theory? (20.3.2010), The Eugenio Coseriu Archives at Tübingen University.
- Traditions discursives et néologie : une approche quantitativeKolloquium Semantische Neologie und Korpora: neue Methoden in der Diskussion, Tübingen, 29.4.2010
- Linguistik der (optimalen) literarischen Übersetzung: von Donald Duck bis Paul Celan, Studium Generale Tübingen, 1. Juni 2010.
- [cu Albert Wall]: Specific Bare Nouns in Brazilian Portuguese: “ungrammatical” constructions or another evidence for a different grammar?, 43rd annual meeting of the Societas Linguistica Europaea, Vilnius, 03.09.2010.
- [cu Lucía Loureiro-Porto]: Models of language contact: How complex should/can they be?, 43rd annual meeting of the Societas Linguistica Europaea, Vilnius, 04.09.2010.
- Diachronie, variation et trois historicités linguistiques, Plenarvortrag Colloque δια sur la variation et le changement en langue, Universiteit Gent, 15. September 2010.
- ¿Són més lleials els volàtils o els que no s’adapten? Efectes paradoxals de les nostres decisions lingüístiques, Plenarvortrag (Katalanisch), Colloque international: Langue et linguistique catalanes, Paris X (Nanterre), 5 novembre 2010.
- As dimensões da ‘segunda historicidade’ linguística, Plenarvortrag (Portugiesisch), I Colóquio de Linguística Histórica, Coimbra, 12-XI-2010.
- Eingeladener Vortrag: Historia e historicidad lingüísticas y el legado de Eugenio Coseriu, Gastvortrag (Spanisch) im Rahmen des Masterprogrammes Ciencias del lenguaje, Madrid, Universidad Nacional de Educación a Distancia, 18-XI-2010.
- Diskurs. Ringvorlesung Theorien am Brechtbau, 1-XII-2010
- Histoire de la langue et fréquence, Symposium Nouvelles approches de l'histoire de la langue française, Institut Culturel Franco-Allemand, Tübingen, 15-XII-2010.
- De cómo incluir la “variable género discursivo” en los estudios diacrónicos, Coloquio Internacional de Lingüística Iberorrománica, Leuven, 3. Februar 2011.
- Dos dimensiones de variación textual y su relevancia para la lingüística histórica, Simposi Internacional de Corpus Diacrònics en Llengües Iberoromàniques, Universitat Autònoma de Barcelona, 10-II-2011.
- Die Sprache zwischen Kognition und Tradition, Symposium für Peter Koch zum 60. Geburtstag, Universität Tübingen, 1.7.2011.
- More on Abtönung in Spanish (and other Romance languages), 44th annual meeting of the Societas Linguistica Europaea, Logroño, 09.09.2011.
- Warum die „zweite Historizität“ eben doch die zweite ist – von der Bedeutung von Diskurstraditionen für die Sprachbetrachtung, Deutscher Romanistentag, Berlin, 27.9.2011.
- Modeling dynamics in language: on invisible hands and visible feet, Humboldt-Kolleg, Universität Tübingen, 5-X-2011.
- Intuición y empirismo, Kongress Eugenio Coseriu, lingüista entre dos siglos, Almería, 7-X-2011.
- História dos Textos e Gramática Histórica, II Congresso Internacional de Linguística Histórica, Universidade de São Paulo, 10.2.2012.
- Wordplay and Discourse Tradition, Workshop Wordplay and Metalinguistic Reflection, Universität Tübingen, 7.3.2013.
- Terminología hispanizante: del scriptorium alfonsí a la RAE actual, 19. Deutscher Hispanistentag, Universität Münster, März 2013
- New Data on the Evolution of Differential Object Marking in Spanish, Annual Meeting of the Societas Linguistica Europea, Split, 18.9.2013
- Wie kann man Diskurstraditionen kategorisieren?, Deutscher Romanistentag, Würzburg, 23.9.2013
- Empatía e investigación lingüística, IV Convegno internazionale: Oltre Saussure – l’eredità scientifica di Eugenio Coseriu, Udine, 1.10.13
- Las perspectivas de la hispanística dentro y fuera de Alemania, Coloquio Internacional La hispanística y el desafío de la globalización, Humboldt-Universität zu Berlin, 9.11.2013.
- On the complexity of diachronic research on complex sentences - examples from the history of Iberoromance, Complex Sentences International Workshop, Leuven, 16.11.2013
- Areal pathways of bare nouns in Romance, Workshop Mass and Count in Romance and Germanic Languages, Zürich, 16.12.2013
- On directionality, grammaticalization and articles in Ibero-Romance, Histories of the Ibero-Romance languages (Norman MacColl Symposium 2012), Cambridge 29.3.2012.
- Pensar en español, Universität Granada, 5.6.2012.
- Llengua i llibertat, PEN International Meeting, Barcelona 5.6.2012.
- ‚Rescatar a la banca‘ – wie die differentielle Objektmarkierung sich ihren Weg durch die spanische Grammatik bahnt, Universität Zürich, 18.9.2012.
- As tradições discursivas: Estado atual da questão, Simposio sobre tradições discursivas, Natal, Brasilien, 1.10.2012.
- Las Partidas y las tradiciones discursivas de los textos legales castellanos, Coloquio: Las Siete Partidas. Un enfoque interdisciplinario, Max-Planck-Institut für Europäische Rechtsgeschichte, Frankfurt am Main, 15.11.2012
- ¿Puede haber cambio de clíticos consciente?, Edisyn Workshop on Ibero-RomanceDialects: Clitics and Beyond, Madrid, 12.12.2012.
- Wordplay and Discourse Tradition, Workshop Wordplay and Metalinguistic Reflection, Tübingen, 7.3.2013.
- Linguistic vectoriality in social spaces, Winter School on Language in Social Context, Kandersteg, 17.1.2014.
- Linguistics and empathy, Kolloquium: Negotiating methodological challenges in linguistic research, Fribourg, 6.2.2014.
- “« Abtönung » et « incoordination » : quelques exemples du domaine ibéro-roman”, Assemblée Générale du Collegium Romanicum, Zürich, 8.3.2014.
- Diskurstraditionen – Zur Erfolgsgeschichte und Problematik eines Modebegriffs, CSLS Lecture, Universität Bern, 25.3.2014.
- Tradições discursivas e análise crítica do discurso, Eröffungs-Plenarvortrag II STRAD, Natal (Brasilien), 13.5.2014.
- Galicisch und Katalanisch heute: Sprachdynamik und Modellierung, Gastvortrag am Institut für Romanische Philologie der Freien Universität, Berlin, 19.05.2014.
- Novos rumos da investigação do discurso: o enfoque experimental (cu Óscar Loureda Lamas, Heidelberg) – Minicurs (7 zile) im Rahmen des 17. Kongresses der ALFAL, João Pessoa (Brazilia), 14.-15.7.2014.
- ¿Hacia dónde va la lingüística histórica basada en corpus?, Einführungsvortrag Codili 3 – Internationales Kolloquium zur Historischen Corpuslinguistik der Iberoromanischen Sprachen, Zürich, 23.6.2014.
- On “incoordination”, Jahrestagung der Societas Linguistica Europea, Poznan, 12.9.2014.
- Abtönung en las lenguas iberorrománicas - nuevos datos, nuevas perspectivas – Eröffnungs-Plenarvortrag Contrastivica 2014: encuentros iberogermánicos de lingüística contrastiva, Universität Valencia (Spania), 6.10.2014.
- Neues vom rechten Rand (in iberoromanischen Sätzen und anderswo), Antrittsvorlesung Universität Zürich, 17.11.2014.
- Storicismo e strutturalismo nella linguistica di Eugenio Coseriu, Convegno DIA III, Strutture e dinamismo della variazione e del cambiamento Napoli, 24/27 nov. 2014.
- Come possiamo analizzare i documenti del passato in chiave sociolinguistica?, Convegno DIA III, Strutture e dinamismo della variazione e del cambiamento Napoli, 24/27 nov. 2014.
- Bis zur Energeia vordringen? – übersetzte Texte als Ausbauorte im iberoromanischen Mittelalter, Vortrag im Rahmen des internationalen Workshops Sprachgeschichte und Übersetzung, Universität Tübingen, 5.12.2014.
- Some remarks on partitive determiners in Romance, Vortrag im Rahmen des internationalen Workshops: Partitivity in Romance and beyond, Universität Zürich, 11.12.2014.
- Acomodació lingüística i manteniment de la diversitat, Vortrag im Rahmen des internationalen Workshops: Illes en les illes - aproximació a les varietats diatòpiques del català, , Universität Tübingen, 12.12.2014.

## Proiecte de cercetare
- aprilie 1998 (până în sept. 2000 cu Brigitte Schlieben-Lange; oct. 2000-sept. 2002 cu Peter Koch): coord. al proiectului DFG-Projekts Werkverzeichnis Eugenio Coseriu (www.coseriu.de)
- octombrie 2000-  martie 2002 (cu Veronika Ehrich): coord. al proiectului Teilprojektes B-9: Lokale und temporale Deixis in den romanischen Sprachen – Geschichte und Variation im SFB 441 (Linguistische Datenstrukturen: Theoretische und empirische Grundlagen der Grammatikforschung), Universitatea din Tübingen;
- 2000-2002: membru al proiectului Deutsch-Brasilianischen Forschungsprojektes Geschichte des Portugiesischen in Brasilien, DAAD-CAPES-Programmes ProBral;
- 2001-2003: membru al proiectului Deutsch-Argentinischen Forschungsprojektes Kontrastive Textsortenforschung und ihre Verortung, DAAD-Programms ProAlar;
- 2005-2013: proiectul de cercetare Galicisches Etymologisches Wörterbuch – Diccionario etimológico gallego DEG;
- ianuarie 2005-decembrie 2008: coord. al proiectului B-14 Diskurstraditionen romanischer Sprachen und mehrdimensionale Analyse diachroner Korpora, Universitatea din Tübingen;
- ianuarie 2007-decembrie 2008: coord. al proiectului Discourse traditions analysis of Old Spanish biblical texts with the TraDisc program în colaborare cu Andrés Enrique Arias;
- din iulie 2009: coord. al proiectului C-3 Variation und Dynamik nominaler Determination, Universitatea din Tübingen;
- iulie 2009-august 2013, membru al proiectului SFB 833, Universitatea din Tübingen;
- 01.1.2014-31.12.2015 Diskurstraditionen – von der Bedeutung der Geschichte der Texte für die Linguistik;
- 01.1.2014-31.12.2015 Eugenio Coseriu: Edition der Teoría lingüística del nombre propio, Arhivele E. Coseriu.

## Comitete
- Membru în comitetul știinṭific XXVIII „Congreso Internacional de Lingüística y Filología Románica” Société de Linguistique Romane, 2016;
- Președintele juriului concursului de povești „Más que palabras”, organizat la Universitatea „Ștefan cel Mare”, Suceava, 2015;
- Membru în comitetul știinṭific Lengua, mentalidad e identidad en el espacio europeo. Reflexión fraseológica del antropocosmos, volum coord. Lavinia Seiciuc & Monica Bilaucă, „Ștefan cel Mare”, Suceava, 2015;
- Membru în comitetul știinṭific „IV Coloquio Internacional Marcadores del discurso en las lenguas románicas”, Universitatea din Heidelberg, 2015;
- Membru în comitetul știinṭific „Deuxième Colloque international Dia du français actuel”, Université de Neuchâtel, 2015;
- Membru în comitetul știinṭific „X Congreso Internacional de Historia de la Lengua Española”, 2015;
- Membru în comitetul știinṭific „XX Congreso de la Asociación Alemana de Hispanistas Deutscher Hispanistentag”, Heidelberg, 2015;
- Membru în comitetul știinṭific „Coloquio Internacional de Lingüística Iberorrománica”, Rouen, 2015;
- Membru în comitetul știinṭific Gallæcia – „III Congresso Internacional de Lingüística Histórica”, 2015;
- Membru în comitetul știinṭific „Deutsch-iberische Tagung zur kontrastiven Linguistik / Encuentros ibero-germánicos de lingüística contrastiva / Encontros íbero-germânicos de linguística contrastiva”, Universitatea din Valencia, 2014;
- Membru în comitetul știinṭific „I Simposio Internacional RELEX Lexicografía románica: Estado de la cuestión”, Universitatea din La Coruña, 2013;
- Membru în comitetul știinṭific „Congreso de la Asociación Alemana de Hispanistas Deutscher Hispanistentag”, Tübingen, 2009;
- Membru în comitetul știinṭific al revistei „Atalaya. Revue d’études médiévales romanes”;
- Membru în comitetul știinṭific al revistei „Scriptum digital”;
- Membru în comitetul știinṭific al revistei „Zeitschrift für Katalanistik ('Revista d'Estudis Catalans')”;
- Membru în comitetul știinṭific al revistei „Cadernos de lingua”, La Coruña, din 1997;
- Membru în comitetul știinṭific al revistei „Estudios de sociolingüística”, Universitatea din Vigo, din 2002;
- Membru în comitetul știinṭific al revistei „Revista Argentina de Lingüística" (Buenos Aires), din 2004;
- Membru în comitetul știinṭific al revistei  „Diadorim. Revista de Estudos Lingüísticos e Literários" (Rio de Janeiro), din 2006;
- Membru în comitetul știinṭific al revistei  „Lingüística Iberoamericana" (Verlag Vervuert/Iberoamericana, Madrid/Frankfurt), din 2006;
- Membru în comitetul știinṭific al revistei „Verba: Anuario Galego de Filoloxía”, din 2007;
- Membru în comitetul știinṭific al revistei „Vicevesa. Revista galega de tradución" (Vigo), din 2008;
- Membru în comitetul știinṭific al revistei „Studies in Language Variation (John Benjamins)", din 2008;
- Membru în comitetul știinṭific al revistei „Estudos de Lingüística Galega". din 2012;
- Membru în comitetul știinṭific al revistei „Anuari de Filologia" (Barcelona), din 2012;
- Membru în comitetul știinṭific al revistei ELUA (Estudios de Lingüística de la Universitatea din Alicante), din 2012;
- Membru în comitetul știinṭific al revistei „Teoria e Storia delle lingue (Napoli)", din 2012;
- Membru în comitetul știinṭific al revistei „HispanismeS”, din 2013;
- Membru în comitetul știinṭific al revistei „Boletín da Real Academia Galega", din 2014;
- Membru în comitetul știinṭific al revistei „Cuadernos AISPI - Associazione Ispanisti Italiani", din 2012;
- 1997-1999: membru al asociaṭiei "Asociación Internacional de Estudios Galegos";
- din 2000 coeditor al DeLingulis -European Studies on Lesser Used Languages (Stauffenburg Verlag, Tübingen);
- din 2015: membru al consiliului științific consultativ al seriei de publicații Athenaica Ediciones Universitarias;
- din 2015: membru al consiliului revistei Promptus;
- din 2015: membru al comitetului de redactare al revistei Dicenda (Madrid).

## Burse
- 1988-1991 bursă de la Fundatia Deutschen Volkes;
- octombrie 1992 - martie 1993: bursă de doctorat de la Fundatia Deutschen Volkes;
- iulie 1997 - septembrie 1997: grant de cercetare de la Ministerul spaniol al Afacerilor Externe;
- diverse burse pe termen scurt de la Ambasada Spaniei, Ambasada României, Guvernul galician.